# 通伦·西苏里
通倫·西蘇里博士（羅馬化：Thongloun Sisoulith，1945年11月10日—），老撾政治人物，現任老挝人民革命党中央委员会总书记、老挝人民民主共和国主席，老挝最高领导人。他在2006年進入老撾人革黨中央政治局，歷任政府副總理、外交部部長、政府總理等職務，至2021年當選黨總書記、國家主席。

## 生平

### 早年經歷
通倫在1945年11月10日生於老撾北部的華潘省。他在老撾內戰期間參加革命，於1962年入讀華潘省的老撾愛國战線教育學院，並於1967年開始在當地的老撾愛國战線教育署工作。1969年畢業後，他轉到老撾愛國战線駐河內代表處工作。
1973年，通倫前往蘇聯列寧格勒（今俄羅斯聖彼得堡），入讀列寧格勒國立赫爾岑師範學院（今俄羅斯國立赫爾岑師範大學），並於1978年獲頒語言學文學碩士學位。同年他回到老撾，擔任永珍師範大學教授。當時內戰已經結束，老撾人民民主共和國也已經成立。一年後，通倫轉任教育部部長秘書，兼任教育部國際司司長，到1981年又重返蘇聯，入讀莫斯科蘇共中央社會科學院（今俄罗斯联邦总统国家行政学院），主修國際關係史，並於1984年獲頒歷史學博士學位。他從蘇聯社科院畢業後又返回老撾，並於1985年至1986年期間擔任總理府公共研究室主任。

### 进入党中央
1986年11月，老撾人革黨召開四大，通倫首次當選老撾人革黨中央委員會委員，並於1991年3月召開的老撾人革黨五大和1996年3月召開的老撾人革黨六大中連任。在此期間，他開始在老撾政府中擔任正、副部級職務，包括外交部副部長（1987年－1992年）和勞工和社會福利部部長（1993年－1997年）。1997年，通倫參加老撾國會代表選舉，當選第四屆國會代表，並於1998年2月就職時獲任命為國會常務委員兼國會外事委員會主任。
2001年3月，老撾人革黨召開七大，通倫連任黨中央委員，並首次進入老撾人民革命黨中央政治局，排名第九，又在同年3月27日擔任本揚·沃拉吉內閣的副總理兼國家計劃合作委員會主任，兼任外國投資合作及國內投資管理委員會主任和老撾國家能源委員會主任。他在2002年2月的國會代表選舉中成功連任，並於同年4月9日就職。他在擔任國家計劃合作委員會主任期間推動了老撾在經濟上對外開放的政策。
通倫在2006年3月召開的老撾人革黨八大和2011年3月召開的老撾人革黨九大中連任政治局委員。他在2006年4月參加第六屆國會代表選舉，在永珍市選區參選並當選。他在當年6月8日就任第六屆國會代表的同時，獲任命在波松·布帕萬內閣中擔任政府副總理兼外交部部長，並於2010年通邢·塔馬馮內閣上台後留任原職。相對於被通倫接替的原外長宋沙瓦·凌沙瓦所持的親華路線，通倫所推行的外交政策被視為一種「平衡多方面的外交政策」。他一方面沒有忽視老撾對中華人民共和國的關係，另一方面也支持老撾與美國增進邦交。他也在這段時期繼續在為老撾制定經濟建設政策這方面發揮重要的作用。
通倫在2016年老撾人革黨十大召開之前已經得到一群沒有革命功勳，而以政績和技術官僚的能力見稱的年輕黨員的支持，並於當屆黨代會上連任中央委員和政治局委員。他在當年4月20日獲老撾國會任命為政府總理。

### 最高領袖
2021年1月15日，老撾人革黨十一大閉幕，通倫當選老撾人革黨中央委員會總書記。3月，在第九屆國會第一次會議上當選老撾國家主席。

## 個人生活
除了老撾語，通倫還會說英語、俄語和越南語，被稱為「國際派」人物。他的興趣是讀書和打高爾夫球。通倫已婚，妻子娜莉是原老撾代理國家主席富米·馮維希之女，兩人育有2子1女。

## 備註
1. ↑  國家計劃合作委員會在2004年8月改稱為國家計劃投資委員會[6]。